# Suiriri suiriri
El fiofío suirirí (Suiriri suiriri), también denominado suirirí (en Uruguay y Paraguay) o suirirí común (en Argentina, Bolivia y Uruguay), es una especie de ave paseriforme de la familia Tyrannidae, la única perteneciente al género Suiriri, como resultado de la separación de la entonces Suiriri affinis en un género propio. Es nativo de una extensa región en América del Sur.

## Distribución y hábitat
Se distribuye desde el noreste de Brasil, hacia el sur por gran parte del territorio brasileño (excepto la cuenca amazónica y una franja del litoral del este y sur}}, Bolivia (a oriente de los Andes), Paraguay, noreste y centro este de Argentina y oriente de Uruguay. Registrado también en Surinam y extremo norte de Brasil (Amapá).
Esta especie es considerada bastante común en sus hábitats naturales: los espacios semiabiertos subtropicales o tropicales, como el chaco y el monte, es menos común en el cerrado, la catinga y mesetas lluviosas. Algunas pocas migran parcialmente hasta el noreste de Bolivia en el invierno austral. Hasta altitudes de 1100 m llegando hasta los 2000 m en Bolivia.
Está ausente en gran parte de la Amazonia, evitando selvas húmedas continuas, a pesar de ser frecuente en las áreas más abiertas del bajo Amazonas.

## Descripción
Mide 16 cm de longitud. Es oliváceo por arriba, cabeza más grisácea, rabadilla pardo amarillenta; ala negra con dos fajas y filetes amarillentos, plumas de la cola negruzcas con bordes amarillentos. Garganta y pecho gris claros, abdomen amarillento en S. s affinis y blancuzco en S. s. suiriri. Recuerda una Elaenia pero tiene el pico todo negro. La subespecie S. s. burmeisteri se parece mucho con el fiofío de la Chapada (Guyramemua affine).

## Estado de conservación
El suirirí común está calificado como poco preocupante por la Unión Internacional para la Conservación de la Naturaleza (IUCN). Sin embargo, la amplia conversión de su hábitat a plantaciones de Eucalyptus y Pinus y para cosechas de soja y arroz, como también limpieza para ganadería, representa una amenaza para esta especie.

## Comportamiento
Vive generalmente en pareja, a baja altura, a veces bajando hasta el suelo. Acostumbra parar en vuelo, abriendo la cola y exponiendo la rabadilla más clara.

### Reproducción
El nido es en forma de cesta rasa, construido con fibras vegetais y forrado de pelusa, todas esas camadas firmemente unidas por gran cantidad de tela de araña. El exterior es ornamentado con líquenes y fragmentos de hojas secas. El nido se apoya por la base y las laterales en dos o más ramas divergentes. La construcción es de responsabilidad exclusiva de la hembra. Los huevos son de color blanco perla, midiendo en promedio 20,8  x 15,1  mm y pesando 2,5  g. Las crías presentan la cabeza, el dorso y las cobertoras de las alas marcadas por abundantes y diminutas manchas blancas. La incubação es realizada exclusivamente por la hembra, estimada en 15,2  días. Los polluelos permanecen en el nido por 18,9  días. Algunas evidencias sugieren que esta especie presenta alguna forma de reproducción cooperativa. Empolla em promedio dos a tres huevos. A veces sufre parasitismo de puesta empollando los huevos del tordo renegrido (Molothrus bonariensis).

### Vocalización
La pareja hace un dúo ruidoso y agitado, una serie rápida de notas alborozadas que mucha veces incluye la frase «pi-chiu»; mientras cantan, ambos agitando las alas con vigor.

## Sistemática

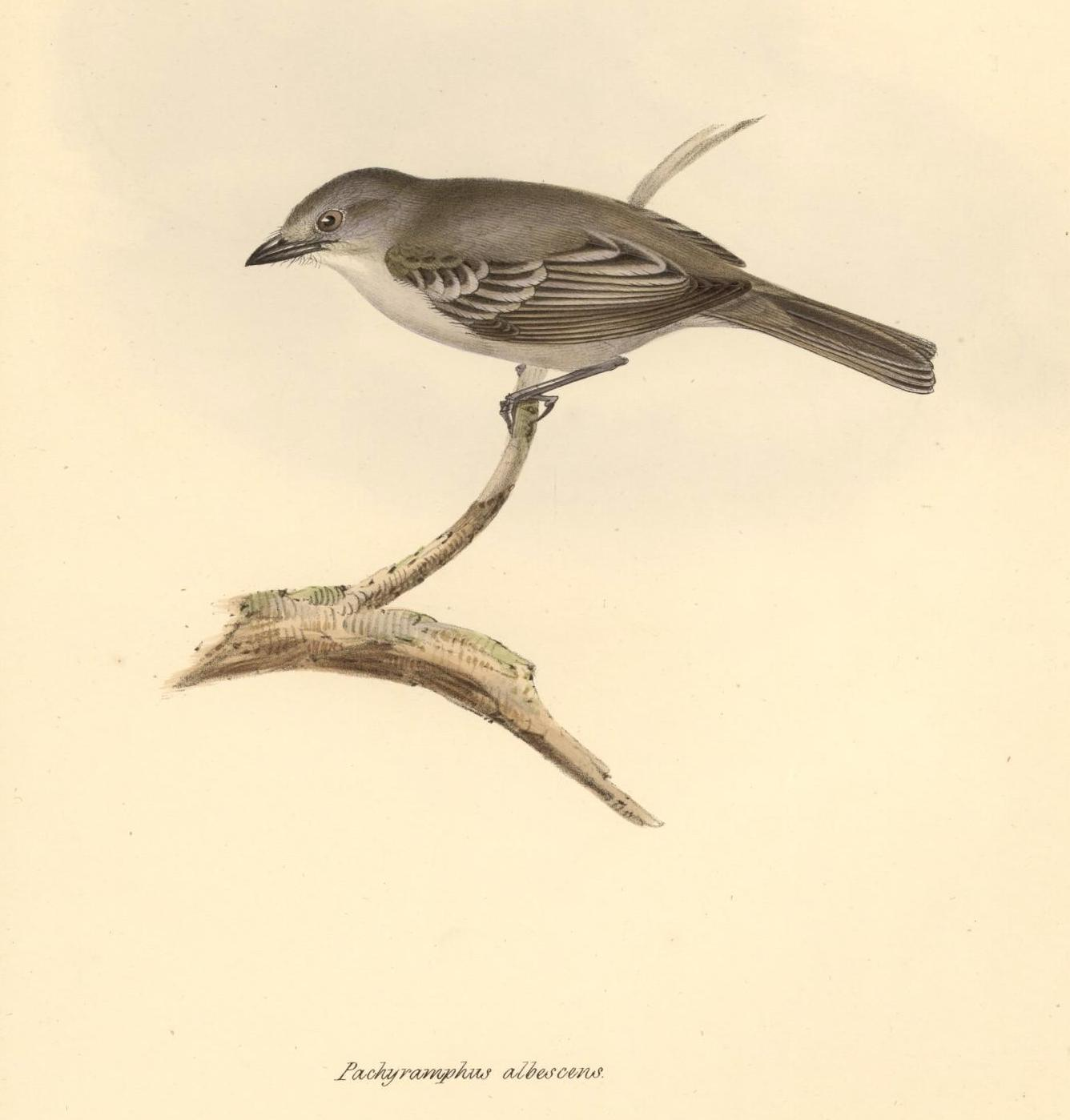
Pachyramphus albescens = Suiriri suiriri; ilustración de John Gould en The zoology of the voyage of H.M.S. Beagle, 1839.

### Descripción original
La especie S. suiriri fue descrita por primera vez por el ornitólogo francés Louis Pierre Vieillot en 1818 bajo el nombre científico Muscicapa suiriri; la localidad tipo es «Paraguay, restricto a Puerto Pinasco».
El género Suiriri fue propuesto por el naturalista francés Alcide d'Orbigny en 1840.

### Etimología
El nombre genérico masculino «Suiriri» y el nombre de la especie provienen del guaraní, utilizado por Félix de Azara para designar dos aves y significa «ave quieta».

### Taxonomía
Tradicionalmente, la presente especie había sido dividida en dos, el suiriri del Chaco (S. suiriri) con el vientre blanco y el suiriri del campo (S. burmeisteri antes affinis), más al norte, con el vientre amarillo y grupa con contrastantes pálidos, pero en realidad ambas se cruzan ampliamente al entrar en contacto, y por lo tanto la mayoría de las autoridades ahora consideran que son parte de una sola especie , conforme Hayes (2001). Fue también comprobado que sus vocalizaciones son similares (Zimmer et al, 2001). Se consideraba al taxón S. bahiae como una subespecie de S. burmeisteri (antes affinis), pero en realidad puede ser el resultado de la hibridación entre S. s. suiriri y S. s. burmeisteri. En su mayor parte se parece a esta última, pero carece del contraste pálida en la grupa.
En el año 2001, los ornitólogos Kevin J. Zimmer, Andrew Whittaker y David C. Oren describieron lo que se creía ser una nueva especie: el fiofío de la chapada Suiriri islerorum, la localidad tipo designada fue: «Chapada dos Guimarães, Mato Grosso, Brasil».
Recientemente, esta especie ha sido registrada en Lagoa Santa, Minas Gerais (Vasconcelos et al. 2006). El significado de la presencia del fiofío de la chapada en Lagoa Santa es importante porque ésta es la localidad tipo del taxón affinis Burmeister, 1856, descrito originalmente como Elaenea affinis.  Kirwan et al. (2014) investigaron este asunto y revisaron la serie de tipos (sintipo) de affinis, y encontraron que todos representan el mismo taxón que islerorum. Más allá, la descripción original de affinis de Burmeister (en idioma alemán) está adecuadamente en línea con los caracteres diagnósticos del presente taxón. De esta forma, islerorum sería un sinónimo más moderno de affinis, que tendría prioridad, y el nombre científico correcto de Suiriri islerorum debería ser Suiriri affinis. Esto dejaría al taxón tradicionalmente denominado affinis (Suiriri suiriri affinis) sin nombre, para lo cual Kirwan et al. proponen el nombre burmeisteri.
Un análisis filogenético posterior realizado por Lopes et al. (2017), indicó que la presente especie es claramente un Elaeniinae, consistente con las clasificaciones anteriores y con análisis filogenéticos más recientes, mientras que Suiriri affinis estaba profundamente embutido en la subfamilia Fluvicolinae, más próximo a Sublegatus, lo que demostró con clareza que la presente especie y affinis no son congenéricos. Esto corroboró las diferencias morfológicas y comportamentales apuntadas por diversos autores. Debido a la ausencia de un nombre genérico disponible, Lopes et al. propusieron un nuevo género, Guyramemua. El cambio taxonómico fue aprobado en la Propuesta N° 866 al SACC y dejó al género Suiriri monotípico, Estos cambios ya habían sido adoptados por el Congreso Ornitológico Internacional (IOC). Como el nuevo género es neutro, el nombre fue mudado de affinis para affine.
Los amplios estudios genético-moleculares realizados por Tello et al. (2009) descubrieron una cantidad de relaciones novedosas dentro de la familia Tyrannidae que todavía no están reflejadas en la mayoría de las clasificaciones. Siguiendo estos estudios, Ohlson et al. (2013) propusieron dividir Tyrannidae en 5 familias. Según el ordenamiento propuesto, Suiriri permanece en Tyrannidae, en una subfamilia Elaeniinae Cabanis & Heine, 1859-60, en una tribu Elaeniini Cabanis & Heine, 1859-60, junto a Elaenia, Tyrannulus, Myiopagis, Serpophaga, Capsiempis, parte de Phyllomyias, Phaeomyias, Nesotriccus, Pseudelaenia, Mecocerculus leucophrys, Anairetes, Polystictus, Culicivora y Pseudocolopteryx.

### Subespecies
Según las clasificaciones del IOC y Clements checklist/eBird se reconocen tres subespecies, con su correspondiente distribución geográfica:
- Suiriri suiriri burmeisteri Kirwan, Steinheimer, Raposo, & K.J. Zimmer, 2014 - Surinam, este de Brasil (oeste de Pará, Amapá, y desde Maranhão, oeste de Piauí y oeste de Bahia hacia el sur la mayor parte de Mato Grosso, Goiás y São Paulo) y el norte de Bolivia (Beni).
- Suiriri suiriri bahiae (Berlepsch, 1893) - noreste de Brasil (Paraíba, Pernambuco, noreste de Bahía).
- Suiriri suiriri suiriri (Vieillot, 1818) - este de Bolivia, sur de Brasil, Paraguay, norte y este de Argentina y Uruguay.